# Radar TFR
Radar TFR (ang. terrain following radar) – dosłownie
radar śledzenia [ukształtowania] terenu, zwany również radarem śledzenia rzeźby terenu – najczęściej spotykana polska nazwa, dobrze oddająca zastosowanie, to radar omijania przeszkód terenowych.
Umożliwia nisko lecącemu (zwykle w zakresie ok. 30–300 m nad ziemią) statkowi powietrznemu na automatyczne utrzymywanie względnie stałej wysokości lotu ponad terenem. Stosowany zasadniczo w odrzutowych samolotach wojskowych, czasem – w śmigłowcach bojowych, rzadko – w samolotach cywilnych.

## Technologia i zastosowanie
System działa wysyłając sygnał radarowy w kierunku ziemi na położony przed samolotem obszar, nad którym będzie on przelatywał. Odbita wiązka fal radarowych jest analizowana w celu stwierdzenia zmian i zróżnicowania ukształtowania terenu.
Uzyskana w ten sposób informacja może być wykorzystywana przez układy autopilota do automatycznego utrzymywania stałej wysokości nad powierzchnią ziemi i omijania przeszkód znajdujących się na obranym kursie.
Technologia ta jest w większości przypadków stosowana w samolotach wojskowych do lotów bojowych z dużymi prędkościami i na niewielkiej wysokości nad wrogim terytorium w celu utrudnienia wykrycia przez radary przeciwnika i wykorzystania elementu zaskoczenia. Radar TFR umożliwia także wykonywanie takich lotów w niesprzyjających warunkach pogodowych lub w ciemności.
Niektóre samoloty, jak np. Tornado, są wyposażone w więcej niż jeden radar, przy czym jeden z nich jest wykorzystywany wyłącznie do śledzenia ukształtowania terenu. Nowocześniejsze konstrukcje, jak Rafale są w stanie wykonywać to zadanie przy użyciu jednego radaru typu matrycowo-fazowanego, ang. phased array. Pierwsze radary TFR pojawiły się w maszynach wojskowych już w pierwszej połowie lat 60. XX wieku, np. w prototypowym samolocie BAC TSR-2, a nieco później np. General Dynamics F-111.

## Niektóre samoloty i śmigłowce wojskowe wyposażone w radary TFR
- A7A /B / C /D /E
- A-400M
- F-CK-1 C/D Hsiang Sheng
- B-1B
- B-2
- B-52H
- C-5 Galaxy
- F-15E
- F-16 / F-16E/F
- F/A-18C/D
- F-105
- F-111
- A-6 Intruder
- Lockheed MC-130E/H Combat Talon I/II
- Mirage F-1
- Mirage 2000 N/D
- NHI NH90
- CV-22B Osprey
- Dassault Rafale
- F-4 Phantom II/RF-4C Reconnaissance
- Panavia Tornado
- Sikorsky MH-53J/M Pave Low
- Su-22
- Su-24
- Su-34
- Su-30 Mk I
- HAL Tejas
- Tu-160